# Мамер (річка)
Мамер  (люксемб. Mamer, фр. Mamer)  — річка у Великому герцогстві Люксембург, ліва притока Альзет. Довжина річки — 25,6 км. Бере початок в межах комуни Гарніх. У верхній течії протікає по живописній рівнині, зайнятій сільськогосподарськими угіддями, у нижній течії — по лісистій ущелині. Має кілька невеличких приток. Протікає через кілька населених пунктів, серед яких найбільші — Мамер і Копсталь.